# Satu Nou (Mihăilești), Buzău
Satu Nou este un sat în comuna Mihăilești din județul Buzău, Muntenia, România. Se află în apropierea drumului național 2.